# Əşrəf Əliyev
Əşrəf Paşa oğlu Əliyev (ur. 29 lipca 1986) – azerski zapaśnik walczący w stylu wolnym. Olimpijczyk z Londynu 2012, gdzie zajął ósme miejsce w kategorii 74 kg.
Brązowy medalista mistrzostw świata w 2011, a także wojskowych MŚ w 2010, 2016 i 2017. Drugi w Pucharze świata w 2012; czwarty w 2013 i piąty w 2016 roku.